# EnCana Events Centre
EnCana Events Centre (lub też Dawson Creek Events Centre) – arena oraz hala widowiskowo-sportowa, mieszcząca się w Dawson Creek w Kanadzie w prowincji Kolumbia Brytyjska. Usytuowana jest przy 1, 300 Hwy 2. Inauguracja obiektu odbyła się w roku 2008. Pojemność podczas meczów hokeja na lodzie wynosi 4500 tysiąca, natomiast w trakcie koncertów do 6500 tysiąca. W latach 2010–2012 gospodarzem obiektu była nieistniejąca już drużyna hokeja Dawson Creek Rage. Właścicielem hali widowiskowo-sportowej jest miasto Dawson Creek, natomiast operatorem Global Spectrum.
Od 13 do 18 kwietnia 2010 EnCana Events Centre był gospodarzem turnieju Grey Power Players' Championship 2010, natomiast w styczniu 2012 odbył się tutaj turniej curlingowy Pomeroy Inn & Suites National 2012
W arenie odbywają się również koncerty. Swoje występy dawali tu między innymi: Randy Travis, The Beach Boys, ZZ Top, The Offspring, Jason Bonham, Kiss, Godsmack, Korn, Stone Temple Pilots, John Fogerty, Geoff Tate, Alice Cooper, Theory of a Deadman, Billy Talent, Volbeat, Mötley Crüe, Carrie Underwood, Megadeth, Black Label Society, Device, Hellyeah, Avenged Sevenfold, Backstreet Boys, Alice in Chains, Marilyn Manson, Def Leppard, Journey. 